# Ханукальный Гарри
Ханукальный Гарри (англ. Hanukkah Harry) — персонаж юмористического телешоу Saturday Night Live американского телеканала NBC, впервые воплощённый в 1989 году комиком Джоном Ловитцем.

## Описание персонажа
Персонаж Ханукального Гарри создан как своего рода коллега «рождественского деда» Санта-Клауса — персонифицированный дух традиционного зимнего праздника и одариватель детей.
Соответственно этому, его внешность схожа с современным американским представлением о внешности Санта-Клауса — пожилой бородач в шапке с меховой оторочкой, однако с формой бороды, более характерной для ортодоксальных иудеев/харедим, и бело-голубой (цветов флага Израиля) верхней одеждой и мешком для подарков с изображением ханукии.
Согласно представленному в скетче SNL, его традиционная резиденция находится на горе Синай, он проникает в дома через каминные трубы аналогично своему прототипу, однако перемещается по воздуху не на санях с северными оленями, а на повозке, запряженной тремя осликами с именами Мойше, Гершель и Шломо.

## Появления вSaturday Night Live
Персонаж был впервые использован в 9-м выпуске 15-го сезона «Субботнего вечера», показанного на 16 декабря 1989 года, с Энди Макдауэлл в качестве приглашенного ведущего. Гарри появился как заглавный герой скетча «Как Ханукальный Гарри спас Рождество» (англ. «The Night Hanukkah Harry Saved Christmas»), спонсированного (согласно титрам передачи) Hallmark Cards совместно с Антидиффамационной лигой.
Сюжет скетча
Северный полюс. На календаре канун Рождества, однако Санта-Клаус (в исп. Фила Хартмана) мучается «желудочным гриппом» (гастроэнтеритом) и даже с заботливым уходом миссис Клаус (исп. Нора Данн) и помощника-эльфа вряд ли сможет исполнить свой долг дарителя в рождественскую ночь. Не могут ему помочь и верные эльфы, просто не обладающие способностью облететь всех детей мира за столь короткий срок. Вспомнив о коллеге, обладающем не только такой же способностью, но и умением заниматься этим восемь дней подряд, Санта звонит Ханукальному Гарри на его фабрику на горе Синай, и спрашивает, не сможет ли Гарри его подменить с доставкой подарков. Тот соглашается (предварительно посоветовав больному зернёный творог для успокоения желудка) и отправляется в путешествие на запряжённой тремя осликами повозке.
Двоим детям в одном из домов, Скотту и Кристине (в исполнении Майка Майерса и Виктории Джексон), не спится, и они пытаются подсмотреть, как Санта будет подкладывать подарки; однако пролезший через трубу гость — не совсем тот, кого они ожидали. Гарри радует детей тем, что они не будут лишены подарков за то, что не спят, но тут же удивляет их подарками — практичными комплектом носков и штанами на вырост вместо ожидаемых детьми игрушек. В ответ на бурчание Скотта он вспоминает и о играх и сластях, но и они оказываются непривычными — волчком-дрейдлом и горстью шоколадных монет (современная версия т.наз. хануке-гелт).
Дети разочарованы, однако им тут же приходят в голову две мысли — что нет смысла завидовать знакомым еврейским детям, получающим подарки 8 ночей подряд, и что раз Ханукальный Гарри помогает Санта-Клаусу — между христианами и евреями может быть много общего и это может быть одним из смыслов Рождества. Сразу, как высказывается последняя мысль, раздаётся знакомый звук бубенцов и смешок, и через трубу запрыгивает изрядно похудевший Санта, благодарящий детей за мысль, пославшую ему здоровье, и дарящий им куклу Барби и игрушечный пистолет. Гарри чуть ревнует, но получает свою долю благодарностей с обеих сторон.
Четыре месяца спустя, в 17-м выпуске сезона с приглашённым ведущим Корбином Бернсеном, Ханукальный Гарри вновь появляется в передаче, на этот раз в скетче «Как Ханукальный Гарри спас Пасху» (англ. «The Night Hanukkah Harry Saved Easter»).

## Сторонняя оценка и вторичное использование персонажа
Возникнув в двух вышеупомянутых скетчах SNL, Ханукальный Гарри (совместно с предполагаемой женой, смоделированной по современной «женской половине» Санты миссис Санта-Клаус) стал регулярным персонажем «Сантаконов» в различных городах Соединённых Штатов и неоднократно упоминался различными авторами и изданиями в качестве аналогичной Санта-Клаусу персонификации праздника Хануки, включая National Public Radio, освещавшим 10-й «ежегодный симпозиум Санта-Клаусов» в Солт-лейк-сити в конце 2005 года, когда канун первого дня Хануки выпал на день Рождества (25 декабря), и писателя и публициста Дж. С. Фоера, описавшего Гарри в юмористическом «Руководстве по Хануке для начинающих» в газете «The New York Times» (по контрасту с Сантой, иронизируя над обоими праздниками) как «реального человека, залетающего в еврейские дома каждую из 8 ночей хануки, чтобы доставить подарки, абсолютно вне зависимости от хорошего поведения детей», а также переосмыслил в сторону большей аналогии с Санта-Клаусом его транспорт как «Volvo 240» универсал, запряжённый восьмёркой юрисконсультов с именами Шлеппер, Кветчер, Небиш и Тухес, Швыцер и Шмуци, Пышер и Блинцес".
Одна из крупнейших ежедневных газет США «The Baltimore Sun» отнесла «рождественский» эпизод с Ханукальным Гарри к числу лучших скетчей шоу «Saturday Night Live» за всё время его существования. Рик Трибу из издания «Orlando CityBeat» поместил Гарри на 8-е место в своём списке 30 лучших персонажей шоу.
Созданный в SNL персонаж позднее как минимум дважды использовался на телевидении вне родного шоу — в короткометражке «Sometimes Santa’s Gotta Get Whacked» (реж. Роберт Маркопулос, 1998), где роль исполнял режиссёр и телепродюсер Джейсон Энслер, и сериале «Скорая помощь» (10-я серия 12-го сезона «В канун Рождества», англ. «All About Christmas Eve»), где его играл Дэвид Вайзенберг. Помимо этого подобный персонаж в исполнении Кипа Кинга (поименованный в фильме «рабби Розенфарб», но выступающий в костюме тех же цветов в праздничном полурекламном блоке коммерческого телеканала следом за актёром, изображающим Санта-Клауса — и оказывающимся реальным Сантой) в телефильме конца 2001 года «Зови меня Санта-Клаус» с Вупи Голдберг и Найджелом Хоторном в главных ролях.